# Lima (condado de Grant, Wisconsin)
Lima es un pueblo ubicado en el condado de Grant en el estado estadounidense de Wisconsin. En el Censo de 2010 tenía una población de 805 habitantes y una densidad poblacional de 8,52 personas por km².

## Geografía
Lima se encuentra ubicado en las coordenadas 42°48′58″N 90°29′21″O / 42.81611, -90.48917. Según la Oficina del Censo de los Estados Unidos, Lima tiene una superficie total de 94,52 km², de la cual 94,49 km² corresponden a tierra firme y (0,03%) 0,03 km² es agua.

## Demografía
Según el censo de 2010, había 805 personas residiendo en Lima. La densidad de población era de 8,52 hab./km². De los 805 habitantes, Lima estaba compuesto por el 98,63% de blancos, el 0,87% eran negros, el 0% eran amerindios, el 0,37% eran de otras razas y el 0,12% pertenecían a dos o más razas. Del total de la población el 0,5% eran hispanos o latinos de cualquier raza.